# Johannes Kantakuzenos der Jüngere
Johannes Kantakuzenos (mittelgriechisch Ἱωάννης Καντακουζηνός; * wahrscheinlich 1342; † nach 1380) war ein byzantinischer Prinz.

## Leben
Johannes war der älteste Sohn von Matthaios Asanes Kantakuzenos und Irene Palaiologina; er war somit ein Enkel des gleichnamigen Kaisers Johannes VI. Kantakuzenos. Sein jüngerer Bruder war Demetrios Kantakuzenos, außerdem hatte er die jüngeren Schwestern Theodora, Helena und Maria.
Johannes wurde in den byzantinischen Bürgerkrieg hineingeboren, den sein Großvater Johannes VI. seit 1341 gegen den legitimen minderjährigen Thronfolger Johannes V. und dessen Regentschaftsrat führte. Er wuchs in Gratini (Gratianopolis, bei Komotini) im südlichen Thrakien auf, das sein Vater seit 1344 als Apanage innehatte.
Nach der Absetzung von Kaiser Johannes VI. im Dezember 1354 setzte Matthaios, der im Jahr zuvor zum Mitkaiser avanciert war, von Thrakien aus den Krieg gegen seinen Rivalen Johannes V. fort. 1356/57 hielt sich Johannes Kantakuzenos bei seinem Vater in Gratini auf; von dort reiste er auf die Insel Tenedos. Im Frühjahr 1357 wurde Matthaios vom serbischen Woiwoden Vojihna gefangen genommen, später an Johannes V. ausgeliefert und von diesem im Dezember 1357 zum Thronverzicht gezwungen. Johannes Kantakuzenos, der sich zu diesem Zeitpunkt in Epibatai bei Selymbria aufhielt, wurde vom nunmehrigen Alleinherrscher Johannes V. in den hohen Rang eines Despoten erhoben, während sein jüngerer Bruder Demetrios den Sebastokratorentitel erhielt.
Danach gibt es über Johannes Kantakuzenos nur noch spärliche Nachrichten. 1361 ging er zusammen mit seinem Vater nach Morea, das dessen Bruder, der Despot Manuel Kantakuzenos, seit 1349 als Apanage hielt. Um 1380 stiftete er in Mistra eine Theotokos-Ikone, die sich heute in der Kirche San Samuele in Venedig befindet.